# Volkshaus
Volkhaus – wielofunkcyjny obiekt budowlany znajdujący się w Zurychu w Szwajcarii. Wyposażony jest między innymi w salę koncertową, restaurację, salę konferencyjną, saunę i pomieszczenia biurowe.

## Historia
Obiekt powstał w 1910 roku. Od początku Volkshaus działał w formie prawnej fundacji zorganizowanej. Po zakończeniu budowy, obiekt szybko stał się centralną lokalizacją ruchu robotniczego Zurychu. W tym czasie budynek dysponował restauracją, salą wykładową, salą konferencyjną, biurami związkowymi. W 1928 roku utworzono salę koncertową na 1,200 osób. 

## Dziś
Obecnie Volkshaus oferuje szereg ofert imprez kulturalnych, koncertów, targów fonograficznych itp. Sale konferencyjne posiadają łącznie pojemność do 2,500 tysięcy osób. Rocznie obiekt odwiedza ponad 400,000 turystów. W latach 2006, 2007 oraz 2009, obchody zdobycia mistrzostwa kraju przez drużynę piłkarską FC Zürich odbyły się na placu przed obiektem jak i w środku. 
Obiekt od lat cieszy się dużą popularnością wśród artystów muzycznych. Swoje koncerty na przestrzeni lat dawali tu między innymi: Deep Purple, Alice Cooper, Status Quo, Thin Lizzy, UFO, Blue Öyster Cult, Kiss, Scorpions, AC/DC, Rainbow, Black Sabbath, Iggy Pop, Iron Maiden, Whitesnake, ZZ Top, Motörhead, Def Leppard, Metallica, The Cure, Marillion, The Sisters of Mercy, Dio, Exodus, Kreator, Slayer, Manowar, Ramones, Anthrax, Testament, Die Toten Hosen, R.E.M., Roxette, Sepultura, Faith No More, Bruce Dickinson, Ian Gillan, Queensrÿche, Megadeth, Alice in Chains, Extreme, Pearl Jam, Danzig, Nick Cave, Paradise Lost, The Black Crowes, Dream Theater, Machine Head, Ozzy Osbourne, Rammstein, Blur, Green Day, Judas Priest, Slipknot, Tool, Joe Satriani, Katie Melua, Pet Shop Boys, Amy Winehouse, Trivium, Chris Cornell, Serj Tankian, Disturbed, Gojira, In Flames, Airbourne, Lamb of God, Korn, Papa Roach, Deftones, Stone Sour, Black Label Society, Alter Bridge, Slash, Bryan Adams, Nelly Furtado, Red Hot Chili Peppers, Yes czy Tori Amos.